# Faió
Faió (oficialment Fayón/Faió) és un municipi catalanoparlant de la comarca del Baix Aragó-Casp, situat a la província de Saragossa, dins la Comunitat Autònoma d'Aragó. Està ubicat a l'àrea d'influència de Mequinensa, històricament s'ha considerat tant de la Ribera d'Ebre com del Baix Matarranya, pel fet d'estar situat a la confluència entre aquests dos rius.

## Història
El poble va ser escenari de la fase inicial de la batalla de l'Ebre, on la 42a divisió republicana va iniciar el pas del riu per aquesta zona la matinada del 25 de juliol, però finalment va quedar encerclada a la zona dels Auts.
El municipi de Faió estava tradicionalment inclòs dins del Bisbat de Lleida.
El 2 de setembre de 1955 el Decret de la Sagrada Congregació Consistorial Cesaraugustanae et aliarum modificà, entre d'altres, la diòcesi de Lleida. Així l'any 1956 el Bisbat de Lleida, després de vuit segles, perdia alhora Faió i Mequinensa, en favor de l'arxidiòcesi de Saragossa.

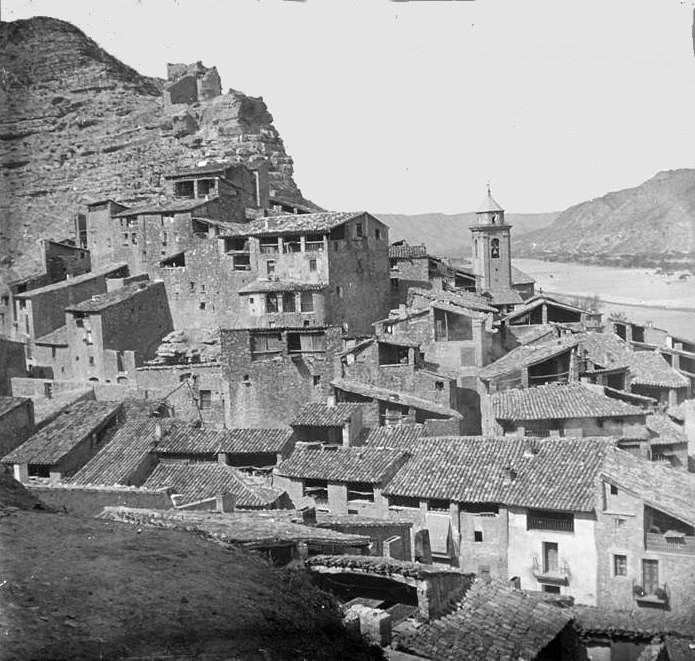
Vista general de Faió el 1915

El poble actual, allunyat del riu Ebre i d'arquitectura colonialista, va ser construït per l'empresa ENHER, ja que el poble antic va ser cobert per les aigües de l'embassament de Riba-roja l'any 1967. Això, juntament amb el tancament de les mines de carbó —tradicional base de l'economia de la població—, va significar la pèrdua de més de la meitat de la població, que comptava llavors amb uns 1500 habitants.

## Llocs d'interès
- L'ermita de Sant Jordi, segle xvii.[2]
- El campanar de l'església de Sant Joan Evangelista, emergida del riu Ebre.
- L'antic pont sobre el riu Matarranya, frontera entre Catalunya i Aragó.